# Phyllonorycter laurocerasi
Phyllonorycter laurocerasi là một loài bướm đêm thuộc họ Gracillariidae. Nó được tìm thấy ở Georgia và Nga.
Ấu trùng ăn Prunus laurocerasus. Chúng ăn lá nơi chúng làm tổ. They create a lower-surface tentiform mine.